# Artur dos Santos Lima
Artur dos Santos Lima (Rio de Janeiro, 13 mei 1956) is een voormalig Braziliaanse voetballer en trainer, beter bekend onder zijn spelersnaam Arturzinho.

## Biografie
Arturzinho begon zijn carrière bij São Cristóvão, een kleinere club uit Rio de Janeiro. In 1976 ging hij voor Fluminense spelen, waarmee hij dat jaar het Campeonato Carioca won. In 1979 ging hij voor Operário spelen en won hier drie keer op rij het Campeonato Sul-Mato-Grossense mee. Hij wisselde vaak van club. In 1992 won hij Vitória het Campeonato Baiano en twee jaar later diezelfde titel met Bahia.
Hij speelde één wedstrijd voor het nationale elftal, tegen Uruguay. Na zijn spelers carrière werd hij trainer en coachte intussen vele clubs.